# Rhizoctonia fragariae
Rhizoctonia fragariae é uma espécie de fungo pertencente à família Ceratobasidiaceae.